# Доктор Кто: Конфиденциально
«Доктор Кто: Конфиденциально» (англ. Doctor Who Confidential) — документальный сериал про производство британского научно-фантастического телесериала компании Би-Би-Си «Доктор Кто» (фильм о фильме).
В Великобритании каждый новый эпизод показывался на канале BBC Three сразу после окончания эфира новой серии «Доктора Кто» на BBC One. Длина серий первых двух сезонов составляла 30 минут, а всех последующих — 45 минут. Также существуют «Confidential Cut Dows» — сокращённые версии выпусков длиной 15 минут.
Как правило, в каждом выпуске рассказывается о создании эпизода Доктора Кто, а также поднимается одна широкая тема о мире Доктора, раскрываемая на примере соответствующего эпизода. Доктор Кто: Конфиденциально включает в себя интервью с авторами сценария, актёрами, продюсерами и другими создателями сериала, а также отрывки из эпизодов. Не всегда выпуск соответствует эпизоду «Доктора», например, 3 января 2009 темой «Конфиденциально» была замена Дэвида Теннанта на Мэтта Смита.
Некоторое время после показа выпуски можно посмотреть на официальном сайте. Сокращённые версии документального сериала выпускаются вместе с эпизодами «Доктора Кто» на DVD. Планов по выпуску дисков с полными версиями пока нет.
28 сентября 2011 года на официальном сайте BBC появилась новость о том, что передача будет закрыта в связи с урезанием бюджета на 20 %. Последний выпуск «Когда останавливается время» был показан по BBC Three 1 октября 2011 года сразу после премьеры серии «Свадьба Ривер Сонг».

## Сезон 1 (2005)

Логотип с 2005 по 2010 годы.

В роли рассказчика первого сезона выступил Саймон Пегг, сыгравший Редактора в «Долгой игре». В первом выпуске (Новое измерение) рассказчиком был Дэвид Теннант. Продюсером и режиссёром сезона был Гиллан Сиборн. На DVD вместе с первым сезоном был включён выпуск, посвящённый «Рождественскому вторжению».
| №  | Дата выпуска   | Название                                | Эпизод из «Доктора Кто»    | Сюжет |
| -- | -------------- | --------------------------------------- | -------------------------- | --- |
| 1  | 26 марта 2005  | «Возвращая Доктора»                     | «Роза»                     | История возобновления сериала |
| 2  | 2 апреля 2005  | «Хороший, плохой, злой»                 | «Конец света»              | Рассказ идёт о создании монстров: от грима до компьютерной графики |
| 3  | 9 апреля 2005  | «Истории ТАРДИС»                        | «Беспокойный мертвец»      | Фильм о ТАРДИС |
| 4  | 16 апреля 2005 | «Я подружусь с тобой!»                  | «Пришельцы в Лондоне»      | Что значит — быть спутником Доктора? |
| 5  | 23 апреля 2005 | «Почему Земля?»                         | «Третья Мировая война»     | Земля — новый дом для Доктора и необходимая отправная точка |
| 6  | 30 апреля 2005 | «Далек»                                 | «Далек»                    | Возвращение великой расы Вселенной и самых главных врагов Доктора |
| 7  | 7 мая 2005     | «Тёмная сторона»                        | «Долгая игра»              | Рассказ о злых гениях и о Редакторе в частности |
| 8  | 14 мая 2005    | «Проблема во времени»                   | «День отца»                | Каково это, вернуться во времени и впервые встретиться со своим отцом до его смерти? Почему Роза нарушила закон времени и чуть не устроила конец света? Первое наиболее тяжелое и эмоциональное путешествие |
| 9  | 21 мая 2005    | «Спецэффекты»                           | «Пустой ребёнок»           | Воссоздание на экране военного Лондона, обсуждение компьютерных эффектов |
| 10 | 28 мая 2005    | «Сверхъестественная наука»              | «Доктор танцует»           | У Доктора, Капитана Джека, и многих других инопланетных персонажей есть невероятные приборы. Но в сериале каждому трюку придумывают научное объяснение…                                                     |
| 11 | 4 июня 2005    | «Забытые герои и насильственная смерть» | «Городской бум»            | Можно ли пожертвовать несколькими жизнями ради спасения мира? Имеет ли Доктор право убивать? |
| 12 | 11 июня 2005   | «Мир Доктора»                           | «Злой волк»                | … |
| 13 | 18 июня 2005   | «Последняя битва»                       | «Пути расходятся»          | Сражение с далеками для Доктора — битва, продолжающая войну Времени. Регенерация. |
| 14 | 21 ноября 2005 | «За кулисами на Рождество»              | «Рождественское вторжение» | … |

## Сезон 2 (2006)
Рассказчиком выступал Марк Гэтисс. 9 апреля был показан первый выпуск (Год спустя), не вышедший, в дальнейшем, на DVD. Серии этого сезона не транслировались онлайн на официальном сайте.
| №  | Дата выпуска   | Название                     | Эпизод из «Доктора Кто»            | Сюжет                                            |
| -- | -------------- | ---------------------------- | ---------------------------------- | ------------------------------------------------ |
| 15 | 9 апреля 2006  | «Год спустя»                 | Обзор второго сезона «Доктора Кто» |                                                  |
| 16 | 15 апреля 2006 | «Новый, новый Доктор»        | «Новая Земля»                      | Характер нового Доктора                          |
| 17 | 22 апреля 2006 | «Фактор страха»              | «Клык и коготь»                    | Насколько пугающим может быть «Доктор Кто»?      |
| 18 | 29 апреля 2005 | «Друзья встретились»         | «Встреча в школе»                  | Возвращение Сары Джейн                           |
| 19 | 6 мая 2006     | «От сценария до экрана»      | «Девушка в камине»                 | Процесс реализации сериала                       |
| 20 | 13 мая 2006    | «Киберлюди»                  | «Восстание киберлюдей»             | Возвращение киберлюдей. Стремление к «апгрейду». |
| 21 | 20 мая 2006    | «Был — ноль, стал — герой»   | «Век стали»                        | Микки больше не идиот                            |
| 22 | 27 мая 2006    | «История сценариста»         | «Фонарь идиота»                    | …                                                |
| 23 | 3 июня 2006    | «Хорошо выглядишь»           | «Невозможная планета»              | …                                                |
| 24 | 10 июня 2006   | «Мифы и легенды»             | «Темница Сатаны»                   | Разрушение убеждений Доктора                     |
| 25 | 17 июня 2006   | «Новый мир Доктора»          | «Любовь и монстры»                 | …                                                |
| 26 | 24 июня 2006   | «Страшная начинка»           | «Бойся её»                         | …                                                |
| 27 | 1 июля 2006    | «Добро пожаловать в Торчвуд» | «Армия призраков»                  | Встреча двух злейших врагов Доктора              |
| 28 | 8 июля 2006    | «Финал»                      | «Судный день»                      | Расставание Доктора и Розы                       |

## Сезон 3 (2007)
Нарратором третьего сезона стал Энтони Хэд, сыгравший злодея из «Встречи в школе». 39-й выпуск «Конфиденциально» («А ты помнишь, как всё начиналось?») вёл Дэвид Теннант. Эпизод, посвящённый концерту в Кардиффе, а также рождественскому спецвыпуску «Сбежавшая невеста», вышел на экраны 26 декабря 2006 года («Музыка и монстры»). Стали выпускаться 45-минутные выпуски, но короткие, 15-минутные, по-прежнему издавались на DVD. Иногда из-за урезания терялась большая часть сюжета: «А ты помнишь, как всё начиналось?» лишился рассказа про собственно соответствующую серию «Доктора» — «Не моргай». Однако, «Музыка и монстры» вышел в полном варианте, став первым выпуском «Конфиденциально», вышедшим в полном варианте на диске.
| №  | Дата выпуска    | Название                            | Эпизод из «Доктора Кто»                                                          |
| -- | --------------- | ----------------------------------- | -------------------------------------------------------------------------------- |
| 29 | 26 декабря 2006 | «Музыка и монстры»                  | «Доктор Кто: Празднование» (за кулисами концерта в Кардиффе) «Сбежавшая невеста» |
| 30 | 31 марта 2007   | «Встреча с Мартой Джонс»            | «Смит и Джонс»                                                                   |
| 31 | 7 апреля 2007   | «Сцена страха»                      | «Код Шекспира»                                                                   |
| 32 | 14 апреля 2007  | «Мы ещё там?»                       | «Пробка»                                                                         |
| 33 | 21 апреля 2007  | «Нью-Йоркская история»              | «Далеки на Манхэттене»                                                           |
| 34 | 28 апреля 2007  | «Создавая Манхэттен»                | «Эволюция далеков»                                                               |
| 35 | 5 мая 2007      | «Корпорация монстров»               | «Эксперимент Лазаруса»                                                           |
| 36 | 19 мая 2007     | «Космический корабль»               | «42»                                                                             |
| 37 | 26 мая 2007     | «Другое „Я“»                        | «Человеческая природа»                                                           |
| 38 | 2 июня 2007     | «Плохая кровь»                      | «Семья крови»                                                                    |
| 39 | 9 июня 2007     | «А ты помнишь, как всё начиналось?» | «Не моргай» Дэвид Теннант берет интервью у создателей сериала                    |
| 40 | 16 июня 2007    | «Привет, привет, привет»            | «Утопия»                                                                         |
| 41 | 23 июня 2007    | «Тайна Саксона»                     | «Барабанная дробь»                                                               |
| 42 | 30 июня 2007    | «Миссия героя»                      | «Последний Повелитель Времени»                                                   |

## Сезон 4 (2008)
В четвёртом сезоне голос за кадром вновь принадлежит Энтони Хэду. Заключительный эпизод, вышедший 3 января 2009 года, посвящён Мэтту Смиту, который сыграет Одиннадцатого Доктора в новом сезоне 2010 года.
| №  | Дата выпуска    | Название                        | Эпизод из «Доктора Кто»                                                                                             |
| -- | --------------- | ------------------------------- | --- |
| 43 | 25 декабря 2007 | «„Конфиденциально“ в Рождество» | «Путешествие проклятых»                                                                                             |
| 44 | 5 апреля 2008   | «Возвращение Ноубл»             | «Соучастники» |
| 45 | 12 апреля 2008  | «Итальянская работа»            | «Огни Помпеи» |
| 46 | 19 апреля 2008  | «Уд и концы»                    | «Планета удов» |
| 47 | 26 апреля 2008  | «Клоны»                         | «План сонтаранцев»                                                                                                  |
| 48 | 3 мая 2008      | «Сонтар-Ха!»                    | «Отравленное небо»                                                                                                  |
| 49 | 10 мая 2008     | «Грехи отцов»                   | «Дочь Доктора» |
| 50 | 17 мая 2008     | «Возмездие»                     | «Единорог и оса» |
| 51 | 31 мая 2008     | «Игра теней»                    | «Тишина в библиотеке»                                                                                               |
| 52 | 7 июня 2008     | «Течёт река долго»              | «Лес мертвецов» |
| 53 | 14 июня 2008    | «Смотрите, кто заговорил»       | «Полночь» |
| 54 | 21 июня 2008    | «А ну-ка девушки»               | «Поверни налево» |
| 55 | 28 июня 2008    | «Друзья и враги»                | «Украденная Земля»                                                                                                  |
| 56 | 5 июля 2008     | «Конец эры»                     | «Конец путешествия»                                                                                                 |
| 57 | 25 декабря 2008 | «Конфиденциально в Рождество»   | «Следующий Доктор»                                                                                                  |
| 58 | 25 декабря 2008 | «5 лучших моментов Рождества»   | «Беспокойный мертвец», «Рождественское вторжение», «Сбежавшая невеста», «Путешествие проклятых», «Следующий Доктор» |
| 59 | 3 января 2009   | «Одиннадцатый Доктор»           | — |

## Специальные выпуски (2009—2010)
Первый выпуск 2009 года, посвящённый «Планете мёртвых», рассказывал Ноэль Кларк (Микки Смит). Энтони Хэд был рассказчиком в следующем выпуске («Воды Марса»). Впервые Конфиденциально был показан на BBC HD.
| №  | Дата выпуска    | Название                  | Эпизод из «Доктора Кто»   |
| -- | --------------- | ------------------------- | ------------------------- |
| 60 | 11 апреля 2009  | «Буря в пустыне»          | «Планета мёртвых»         |
| 61 | 15 ноября 2009  | «Есть ли жизнь на Марсе?» | «Воды Марса»              |
| 62 | 25 декабря 2009 | «Лорды и Мастера»         | «Конец времени (часть 1)» |
| 63 | 1 января 2010   | «Allons-y!»               | «Конец времени (часть 2)» |

## Лучшие моменты
Командой сериала «Конфиденциально» были сделаны 3 специальных выпуска под общим названием «Лучшие моменты Доктора Кто». Каждый из них длится час, сокращённые версии — 40 минут.
| №   | Дата выпуска    | Название                   | Эпизод из «Доктора Кто» | Сюжет |
| --- | --------------- | -------------------------- | ----------------------- | --- |
| ЛМ1 | 20 августа 2009 | «Лучшие моменты: Доктор»   | Сезоны 1-4              | «Доктор Кто?», «Никаких вторых шансов!», «Путешествия во времени», «Вмешиваясь в историю», «Будущее», «Встречая своих кумиров», «Жертвуя собой», «Сопутствующий ущерб» |
| ЛМ2 | 27 августа 2009 | «Лучшие моменты: спутники» | Сезоны 1-4              | «А ты помнишь, как всё начиналось?», «Внутри это больше!», «Взаимоотношения», «Семья», «Спасая ситуацию», «Возвращая его на Землю», «Покидая Доктора»                  |
| ЛМ3 | 3 сентября 2009 | «Лучшие моменты: враги»    | Сезоны 1-4              | «Мастер», «Злые земляне», «Игры разума», «Киберлюди», «Смертельные маскировки», «Все эти странные существа», «Далеки»                                                  |

## Сезон 5 (2010)
Пятый сезон начался 3 апреля 2010 вместе с началом показа нового сезона Доктора Кто. Новым рассказчиком стал Алекс Прайс. Как и у «Доктора», у сериала появился новый логотип и заставка.
| №  | Дата выпуска    | Название                         | Эпизод из «Доктора Кто» |
| -- | --------------- | -------------------------------- | ----------------------- |
| 64 | 3 апреля 2010   | «Зовите меня Доктор»             | «Одиннадцатый час»      |
| 65 | 10 апреля 2010  | «Всё о девушке»                  | «Зверь внизу»           |
| 66 | 17 апреля 2010  | «Военные игры»                   | «Победа далеков»        |
| 67 | 24 апреля 2010  | «С широко открытыми глазами»     | «Время ангелов»         |
| 68 | 1 мая 2010      | «Ослеплённые светом»             | «Плоть и камень»        |
| 69 | 8 мая 2010      | «Смерть в Венеции»               | «Вампиры Венеции»       |
| 70 | 15 мая 2010     | «Легенда об Артуре»              | «Выбор Эми»             |
| 71 | 22 мая 2010     | «Последствия»                    | «Голодная Земля»        |
| 72 | 29 мая 2010     | «Что происходит в турне…»        | «Холодная кровь»        |
| 73 | 5 июня 2010     | «Кисть гения»                    | «Винсент и Доктор»      |
| 74 | 12 июня 2010    | «Дополнительное время»           | «Квартирант»            |
| 75 | 19 июня 2010    | «Похищение инопланетянами»       | «Пандорика открывается» |
| 76 | 26 июня 2010    | «Вне времени»                    | «Большой взрыв»         |
| 77 | 25 декабря 2010 | «Рождественский спецвыпуск 2010» | «Рождественская песнь»  |

## Сезон 6 (2011)
Шестой сезон показывается вместе с новыми сериями основного сериала. Помимо основных выпусков, был создан специальный эпизод, посвящённый памяти Элизабет Слейден, игравшей Сару Джейн Смит.
| №   | Дата выпуска     | Название                                  | Эпизод из «Доктора Кто»         |
| --- | ---------------- | ----------------------------------------- | ------------------------------- |
| EST | 22 апреля 2011   | «Моя Сара Джейн: Памяти Элизабет Слейден» | —                               |
| 78  | 23 апреля 2011   | «Прибытие в Америку»                      | «Невозможный астронавт»         |
| 79  | 30 апреля 2011   | «Нарушаем тишину»                         | «День Луны»                     |
| 80  | 7 мая 2011       | «Эй, на корабле!»                         | «Проклятие чёрной метки»        |
| 81  | 14 мая 2011      | «Больше изнутри»                          | «Жена Доктора»                  |
| 82  | 21 мая 2011      | «Двойная проблема»                        | «Мятежная плоть»                |
| 83  | 28 мая 2011      | «Дубль два»                               | «Почти люди»                    |
| 84  | 4 июня 2011      | «Рождённая личность»                      | «Хороший человек идёт на войну» |
| 85  | 27 августа 2011  | «Ривер отбилась от рук»                   | «Давай убьём Гитлера»           |
| 86  | 3 сентября 2011  | «О мальчике»                              | «Ночные кошмары»                |
| 87  | 10 сентября 2011 | «Чем могут стать мечты»                   | «Девочка, которая ждала»        |
| 88  | 17 сентября 2011 | «Гостиница, разбившая сердце»             | «Комплекс Бога»                 |
| 89  | 24 сентября 2011 | «Работаем без перерывов»                  | «Время на исходе»               |
| 90  | 1 октября 2011   | «Когда останавливается время»             | «Свадьба Ривер Сонг»            |

## Рассказчики
| Рассказчик    | Год(ы)     | Сезон                                                  |
| ------------- | ---------- | ------------------------------------------------------ |
| Саймон Пегг   | 2005       | 1                                                      |
| Марк Гэтисс   | 2006       | 2                                                      |
| Энтони Хэд    | 2006—2010  | 3, 4, спецвыпуски 2009 (кроме серии «Планета мёртвых») |
| Ноэль Кларк   | 2009       | Только серия «Планета мёртвых»                         |
| Алекс Прайс   | 2010       | 5                                                      |
| Рассел Тови   | 2010       | 6 сезон, рождественский выпуск «Рождественская песнь»  |
| Дэвид Теннант | 2005, 2007 | «Новое измерение», «Не моргай»                         |

## Спецвыпуски
На данный момент 11 выпусков сериала не принадлежат к определенной серии «Доктора Кто».
| №   | Дата выпуска    | Название                             | Примечания |
| --- | --------------- | ------------------------------------ | --- |
| S1  | 26 марта 2005   | «Новое измерение»                    | Выпуск, рассказанный Дэвидом Теннантом, вышел перед серией Роза. В то время ещё не было объявлено, кто станет следующим Доктором. |
| S2  | 18 июня 2005    | «Полный обзор»                       | Выпуск, посвященный 1-12 сериям сезона 2005 года. Рассказчиком был Саймон Пегг. В этот раз «Конфиденциально» был впервые длиннее 30 минут. |
| S3  | 10 ноября 2007  | «Раскол во времени: Конфиденциально» | «Раскол во времени»: Эпизод рассказывает о создании спецвыпуска сериала для программы «Дети в нужде». Был показан только на сайте программы. |
| S4  | 12 декабря 2007 | «Проекты Доктора Кто»                | Специальная передача, показанная в рамках сезона искусств на BBC. Рассказчиком стал Том Бейкер, сыгравший Четвёртого Доктора. Программа посвящена третьему сезону «Доктора Кто» и первому сезону «Торчвуда». Несмотря на то, что у программы не было титров «Конфиденциально», она сделана той же командой. |
| S5  | 17 ноября 2008  | «The Journey So Far»                 | Обзор всех четырёх сезонов, выпущенный на DVD сезона. Программа является нарезкой предыдущих выпусков. |
| S6  | 1 января 2009   | «Конфиденциально на Proms»           | «Doctor Who Prom» (концерт BBC Proms), Конфиденциально для концерта 27 июля 2008 |
| S7  | 13 апреля 2009  | «Лучшие моменты киберлюдей»          | Программа вышла на DVD «Коллекция киберлюдей», является обзором появлений киберлюдей за все 45 лет. Рассказчиком стал Мэтью Свит. |
| S8  | 13 апреля 2009  | «История киберлюдей»                 | Дэвид Теннант рассматривает историю киберлюдей до появления в возобновлённом сериале. Выпуск сделан только для DVD и никогда не показывался на телевидении. |
| S9  | 19 октября 2009 | «История далеков»                    | Дэвид Теннант рассматривает историю далеков до появления в возобновлённом сериале. Выпуск сделан только для DVD и никогда не показывался на телевидении. |
| S10 | 3 января 2010   | «Последние мгновения»                | «Конец времени: часть 2»: выпуск отчасти является повтором «Allons-y», но имел другую заставку, продолжительность, а также другие саундтреки. Был показан как дань Дэвиду Теннанту. |
| S11 | 17 апреля 2010  | BBC America: «Полный обзор»          | Выпуск только для Америки, рассматривающий предыдущие четыре сезона и анонсирующий пятый. В программу включены интервью с Мэттом Смитом и Карен Гиллан. Не был показан в Британии. |

## Другие документальные сериалы
Спин-офф сериала «Доктор Кто» «Торчвуд» получил собственный фильм о фильме (Рассекречивание Торчвуда).
В качестве замены «Конфиденциально», к сериям 7 сезона «Доктора Кто» выпускались короткие дополнительные ролики длиной 5—10 минут, в которых брались интервью с создателями и показывался съёмочный процесс. К 8 сезону они получили самостоятельное название «Доктор Кто: Дополнительно» и немного увеличенный хронометраж.